# Гленвуд (Міссурі)
Гленвуд (англ. Glenwood) — селище (англ. village) в США, в окрузі Скайлер штату Міссурі. Населення — 181 особа (2020).

## Географія
Гленвуд розташований за координатами 40°31′25″ пн. ш. 92°34′33″ зх. д. / 40.52361° пн. ш. 92.57583° зх. д. (40.523476, -92.575903).  За даними Бюро перепису населення США в 2010 році селище мало площу 1,92 км², з яких 1,91 км² — суходіл та 0,01 км² — водойми.

## Демографія
Згідно з переписом 2010 року, у селищі мешкало 196 осіб у 89 домогосподарствах у складі 52 родин. Густота населення становила 102 особи/км².  Було 98 помешкань (51/км²).
Расовий склад населення:
| - 99,5 % — білих |

До двох чи більше рас належало 0,5 %. Частка іспаномовних становила 1,5 % від усіх жителів.
За віковим діапазоном населення розподілялося таким чином: 21,4 % — особи молодші 18 років, 58,2 % — особи у віці 18—64 років, 20,4 % — особи у віці 65 років та старші. Медіана віку мешканця становила 47,7 року. На 100 осіб жіночої статі у селищі припадало 92,2 чоловіків;  на 100 жінок у віці від 18 років та старших — 90,1 чоловіків також старших 18 років.
Середній дохід на одне домашнє господарство  становив 33 348 доларів США (медіана — 28 250), а середній дохід на одну сім'ю — 46 908 доларів (медіана — 32 917). За межею бідності перебувало 20,0 % осіб, у тому числі 18,5 % дітей у віці до 18 років та 33,3 % осіб у віці 65 років та старших.
Цивільне працевлаштоване населення становило 69 осіб. Основні галузі зайнятості: освіта, охорона здоров'я та соціальна допомога — 27,5 %, роздрібна торгівля — 15,9 %, транспорт — 13,0 %.